# La Couture-Boussey
La Couture-Boussey település Franciaországban, Eure megyében. Lakosainak száma 2301 fő (2022. január 1.). La Couture-Boussey Épieds, Ézy-sur-Eure, Garennes-sur-Eure, Ivry-la-Bataille, Mouettes, Mousseaux-Neuville és Neuilly községekkel határos.

## Népesség
A település népességének változása:
| Lakosok száma | 907  | 1533 | 1724 | 2159 | 2300 | 2331 | 2314 | 2308 | 2315 | 2301 |
|               | 1968 | 1982 | 1990 | 2006 | 2013 | 2015 | 2017 | 2019 | 2020 | 2022 |